# Janowo (gmina)
Pour les articles homonymes, voir Janowo.
Janowo est une gmina rurale du powiat de Nidzica, Varmie-Mazurie, dans le nord de la Pologne. Son siège est le village de Janowo, qui se situe environ 17 km à l'est de Nidzica et 53 km au sud de la capitale régionale Olsztyn.
La gmina couvre une superficie de 191,56 km2 pour une population de 2 886 habitants.

## Géographie
La gmina inclut les villages de Grabówko, Grabowo, Jagarzewo, Janowo, Komorowo, Łomno, Muszaki, Puchałowo, Rembowo, Róg, Ruskowo, Ryki-Borkowo, Szczepkowo-Giewarty, Szemplino Czarne, Szemplino Wielkie, Ulesie, Uścianek, Wichrowiec, Więckowo, Zachy, Zawady, Zdrojek et Zembrzus-Mokry Grunt.
La gmina borde les gminy de Chorzele, Dzierzgowo, Janowiec Kościelny, Jedwabno, Nidzica et Wielbark.